# Dieter Grahn
Dieter Grahn   (Sobótka, 20 de març de 1944) és un remer alemany, ja retirat, que va competir sota bandera de la República Democràtica Alemanya durant les dècades de 1960 i 1970.
Formant equip amb Frank Rühle, Frank Forberger i Dieter Schubert no va perdre cap competició internacional entre 1966 i 1972. El 1968 va prendre part en els Jocs Olímpics d'Estiu de Ciutat de Mèxic, on guanyà la medalla d'or en la prova del quatre sense timoner del programa de rem. Quatre anys més tard, als Jocs de Múnic, revalidà la medalla d'or en la mateixa prova.
En el seu palmarès també destaquen dues medalles d'or al Campionat del Món de rem, el 1966 i 1970 i dues medalles d'or i una de plata al Campionat d'Europa de rem. A nivell nacional guanyà set campionats de l'Alemanya de l'Est, sis en el quatre sense timoner (1965 a 1968 i 1970 i 1971) i un el dos sense timoner (1969).
Una vegada retirat va exercir d'entrenador fins al 2008.